# Pleasants megye
Pleasants megye az Amerikai Egyesült Államokban, azon belül Nyugat-Virginia államban található. Megyeszékhelye és legnagyobb városa St. Marys. Lakosainak száma 7653 fő (2020. április 1.). Pleasants megye Washington, Tyler, Ritchie és Wood megyékkel határos.

## Népesség
A megye népességének változása:
| Lakosok száma | 7574 | 7608 | 7581 | 7577 | 7674 | 7653 |
|               | 2010 | 2011 | 2012 | 2013 | 2015 | 2020 |